# Бандура, Анатолий Иванович
Анатолий Иванович Бандура (24 августа 1946, Донецкая область — 22 марта 2005, Киев) — украинский государственный деятель, депутат Верховной рады Украины I созыва (1990—1994), начальник Азовского морского пароходства (1989—2000).

## Биография
Родился 24 августа 1946 года в одном из сёл Донецкой области в семье рабочих.
В 1971 году окончил Ленинградское высшее инженерное морское училище по специальности инженер-судоводитель.
С 1971 года работал в Азовском морском пароходстве в городе Мариуполь. Здесь прошёл все ступеньки служебной лестницы от четвёртого помощника до капитана судов заграничного плавания. Его заметили в пароходстве и вскоре предложили должность заместителя начальника Азовского морского пароходства по мореплаванию.
В управленческой работе он показал себя с выгодной стороны, поэтому с целью дальнейшего роста был откомандирован в Москву, где в 1987 году окончил Академию народного хозяйства при Совете Министров СССР по специальности ведущий специалист по управлению.
В феврале 1989 года Анатолий Бандура возглавил Азовское пароходство, в состав которого входило более ста судов, четыре порта на Азовском море и три судоремонтных завода.
18 марта 1990 года был избран депутатом Верховной Рады Украины I созыва от Мариупольско-Приморского избирательного округа № 138 (Донецкая область). Входил в группу «Промышленники». Член Комиссии Верховной Рады Украины по вопросам экономической реформы и управления народным хозяйством.
Во второй половине 1990-х дела Азовского морского пароходства шли всё хуже и хуже. Суда начали арестовывать за границей не только за долги Азовского морского пароходства, но и за долги Украины. Чтобы освободить флот, Азовское морское пароходство платило за государство, которое не возвращало эти деньги предприятию. К примеру, чтобы освободить теплоход «Академик Арцимович», арестованный в США за долги Украины, Азовское морское пароходство заплатило 200 тысяч долларов, за освобождение теплохода «Николай Лимонов» в Генуе — 560 тысяч долларов.
В конце 2000 года совет арендаторов Азовского морского пароходства избрал себе нового председателя. Анатолий Бандура был вынужден уволиться по собственному желанию. Хозяйственный суд Донецкой области своим постановлением от 3 декабря 2004 года признал пароходство банкротом. Ещё раньше пароходство передало Фонду госимущества 33 суда, которые брало в аренду, а Фонд передал суда в аренду Торговому флоту Донбасса.
Последние годы жил в Киеве. 22 марта 2005 года около 20:00 Анатолий Бандура был застрелен, когда пошёл погулять с собакой. Похоронен в Киеве на Быковнянском кладбище.

## Награды
- Орден «Знак Почёта».